# Pompa eolica

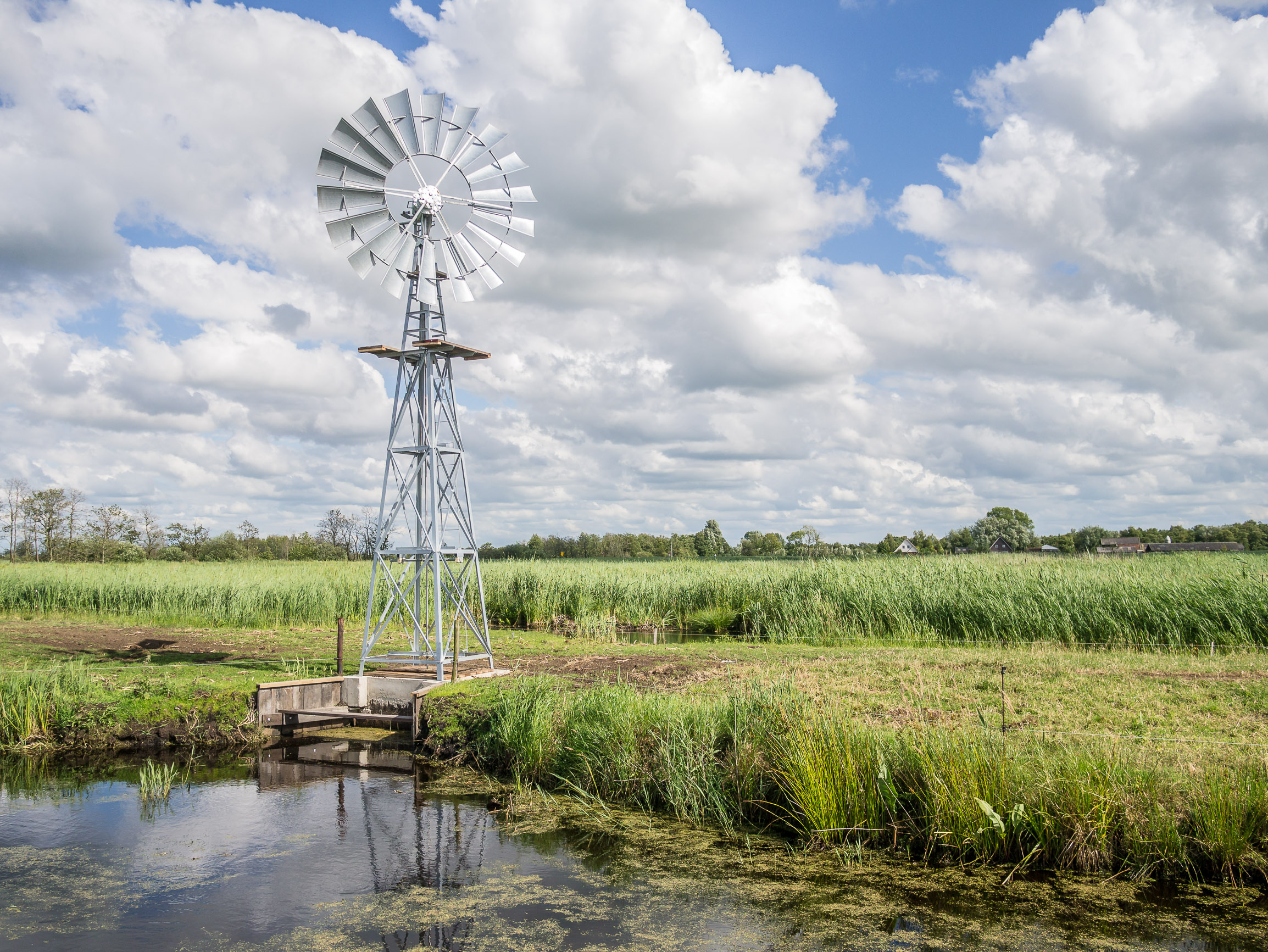
Esempio di pompa eolica nei Paesi Bassi

Una pompa eolica è una struttura costruita per sfruttare l'energia del vento (energia eolica) e attraverso l'utilizzo di pale per trasformarla in energia meccanica (ovvero energia cinetica) utilizzandola per la movimentazione dell'acqua. Non va confusa con il mulino a vento, che spesso presenta una struttura esterna simile a quella di una pompa eolica ma ha come funzione quella di macinare cereali o altri materiali.

## Storia

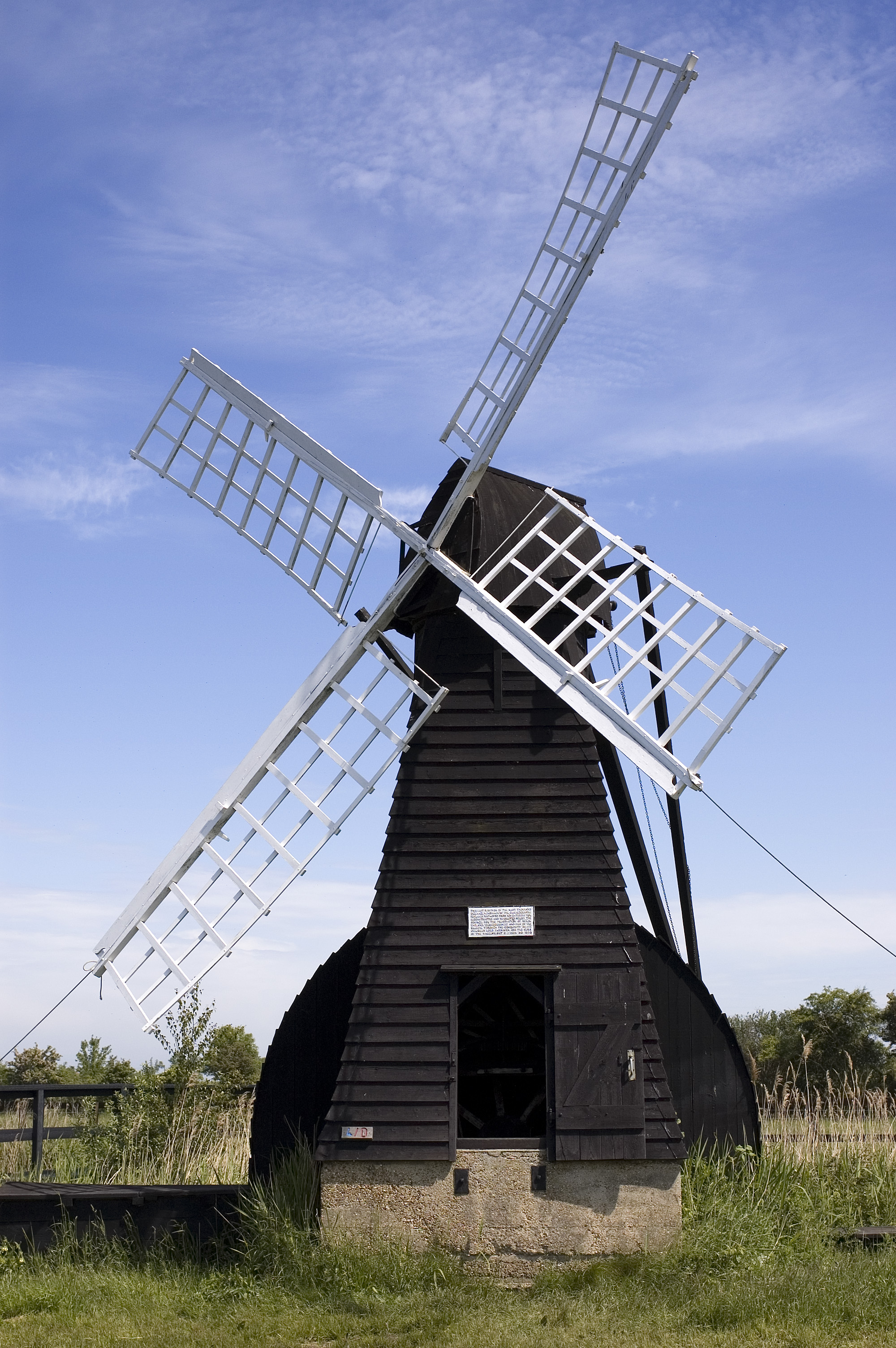
Pompa eolica in funzione nel Cambridgeshire, Regno Unito

Le pompe eoliche sono utilizzate fin dal nono secolo nella zona occupata attualmente dall'Afghanistan, Iran e Pakistan. L'uso delle pompe eoliche si diffuse nel mondo islamico e successivamente in Cina e in India. Successivamente le pompe eoliche cominciarono ad essere utilizzate in modo estensivo anche in Europa, in modo particolare nei Paesi Bassi e in Gran Bretagna, dalla fine del medioevo in poi, per drenare terreni per l'agricoltura o per essere usati nell'edilizia.
Si pensa che l'imperatore babilonese Hammurabi avesse pianificato l'utilizzo dell'energia eolica per il suo ambizioso progetto di irrigazione nel diciassettesimo secolo a.C.
Le pompe eoliche hanno avuto notevole importanza nel sollevamento dell'acqua nei Paesi Bassi (dal 1180) e in Inghilterra prima dell'invenzione della macchina a vapore. Molte pompe eoliche per il drenaggio sono utilizzate nei Paesi Bassi come supporto alle moderne stazioni di pompaggio.
Nell'Ottocento negli Stati Uniti fu ideata una pompa eolica per prelevare acqua da un pozzo a scopo irriguo; tale soluzione si è poi diffusa in tutto il mondo perché semplice ed efficace.

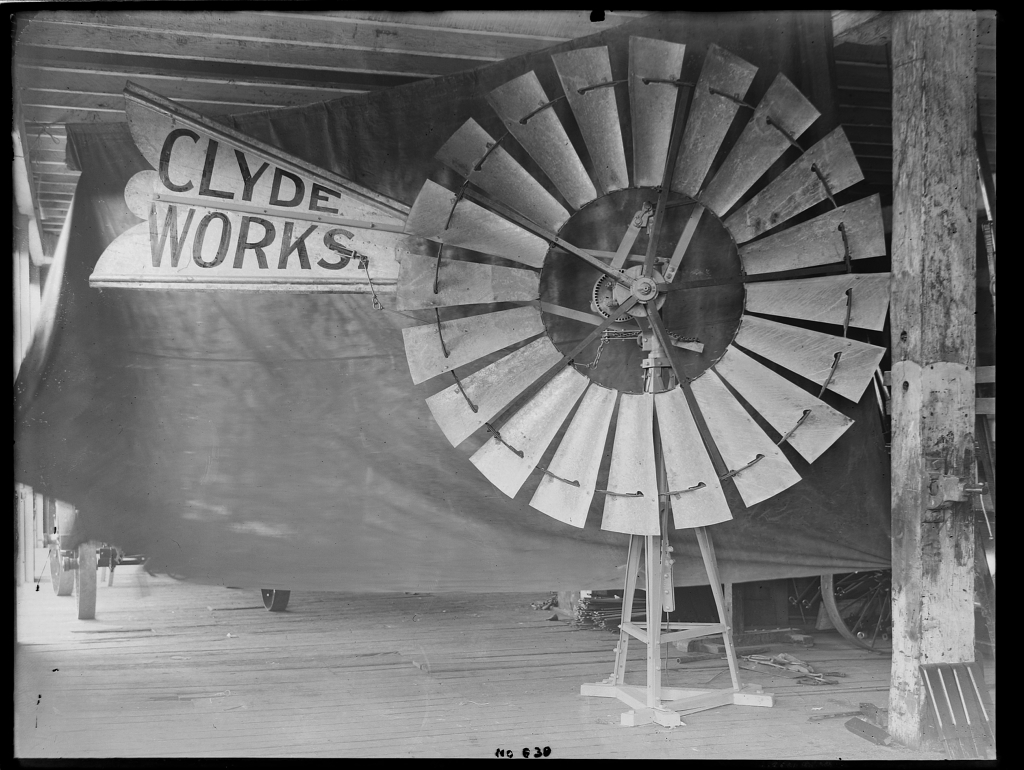
Un'antica pompa eolica nel Powerhouse Museum a Granville, in Australia.

La pompa eolica americana, o motore a vento, fu inventata da Daniel Halladay nel 1854 e fu usata spesso per pompare acqua dai pozzi. In California e altri stati, le pompe eoliche facevano parte di un sistema domestico della raccolta dell'acqua il quale includeva un pozzo e una torre in legno in supporto di una botte di legno situata all'interno di una struttura contenitiva. Durante la fine del diciannovesimo secolo costruzioni in metallo rimpiazzarono le costruzioni in legname. Al momento della loro massima distribuzione, nel 1930, si stima la presenza di 600 000 unità in uso sparse su tutto il territorio statunitense. Aziende come U.S. Wind Engine e Pump Company, Challenge Wind Mill e Feed Mill Company, Appleton Manufacturing Company, Star, Eclipse, Fairbanks-Morse e Aermotor diventarono i principali fornitori nel nord e sud America. Queste pompe eoliche erano ampiamente utilizzate in fattorie e ranch negli Stati Uniti, Canada, Africa meridionale e Australia. Esse utilizzavano un elevato numero di pale e di conseguenza ruotavano lentamente anche con scarso vento generando una coppia considerevole e si regolavano autonomamente con venti forti. In cima alla torre era presente un cambio e un albero a gomiti che convertiva il movimento rotatorio nel movimento alternato dei pistoni che venivano spinti attraverso un tubo fino al cilindro della pompa.
In Australia, i fratelli Griffith a Toowoomba produssero pompe eoliche dal 1876, con il nome di Shoutern Cross Windmills in uso dal 1903. Essi diventarono icone nel settore rurale australiano utilizzando l'acqua del grande bacino artesiano.

## Pompe eoliche orizzontali

Pompa eolica con cisterna negli Stati Uniti.

Una pompa eolica orizzontale con pale rettangolari, usato per l'irrigazione, può essere trovato in Cina nel tredicesimo secolo (durante la dinastia Jurchen Jin nel nord); esso fu introdotto dal viaggiatore Yelü Chucai dal Türkistan nel 1219.

### Pompe eoliche a palo incavato
Le pompe eoliche a palo incavato, il palo su cui il corpo si sostiene è incavato, per accogliere l'albero motore. Questo rende possibile azionare meccanismi sotto o fuori dal corpo della pompa eolica non compromettendo l'abilità della pompa eolica di ruotare il corpo in direzione del vento. I rotori delle pompe eoliche a palo incavato erano usate nei Paesi Bassi per drenare zone paludose dal quattordicesimo secolo in poi.

### Pompe eoliche smock
Le pompe eoliche smock sono di più tardo sviluppo; la torre in muratura è rimpiazzata da una struttura in legno, chiamata "smock". Lo smock è comunemente di base ottagonale, anche se esistono esempi con più o meno lati. Lo smock è ricoperto di paglia, imbarcato o coperto con altri materiali, come ardesia, lamine di metallo o catrame. La struttura più leggera comparata le pompe eoliche a torre rendono le pompe eoliche smock pratiche per il drenaggio dato che dovevano essere costruite in aree dove il sottosuolo era spesso instabile. Quando vengono usate in un'area edificata, sono spesso posizionate su una base rialzata per sopraelevarle rispetto agli edifici che le circondano.

## Meccanica
Una pompa eolica per il drenaggio dell'acqua utilizza un insieme di ruote dentate sulla parte terminale bassa dell'albero montante per azionare una ruota di raccolta o vite di Archimede.